# Lista civil de Luís XVI
A "Lista Civil de Luís XVI" é o salário anual dado pela legislatura a este monarca francês para suas necessidades pessoais e para os de sua casa.
Na França, sob o Antigo Regime, todos os rendimentos do Estado pertenciam ao rei. O jesuíta Le Tellier chega mesmo a dizer, quando do estabelecimento de um novo dízimo, que todos os bens dos súditos pertencem ao rei e que ele nada mais fazia senão dispor do que lhe pertencia.
Depois que as guerras e o luxo excessivo de Luís XIV devastaram o reino, soterrando-o com impostos, as escandalosas prodigalidades de Luís XV levaram os embaraços financeiros da França a níveis extremos. Cogitou-se então, a partir de 1789, em limitar as despesas de Luís XVI e de sua família.  
Apesar de, desde seu início, tais despesas já sofrerem deduções, elas ainda chegam à cifra de 4.900.000 libras. Porém, a Lista Civil da realeza, na França, data somente da época da Revolução Francesa. O princípio da Lista Civil, expressão originária da Inglaterra, já havia sido imposta para por um freio às delapidações de Carlos II da Inglaterra. O Artigo 10 da Constituição de 1791, que consagra o princípio de uma Lista Civil francesa fixa, declara que : "A nação provê ao esplendor do trono por uma lista civil, cuja soma sera determinada pelo Corpo Legislativo a cada mudança de reinado, durante toda a duração do reinado".
Até o "10 de Agosto de 1792", entrava a cada mês mais de dois milhões para as caixas da Lista Civil, de modo que a monarquia ainda absorveu uma soma de cerca de 50 milhões para suas despesas de representação. A cifra fixada pela Assembléia Nacional Constituinte Francesa para a Lista Civil do Rei Luís XVI foi a mesma adotada para a Lista Civil de Napoleão Bonaparte, imperador dos franceses.